# Zasłonak lepki
Zasłonak lepki (Cortinarius arvinaceus Fr.) – gatunek grzybów należący do rodziny zasłonakowatych (Cortinariaceae).

## Systematyka i nazewnictwo
Pozycja w klasyfikacji według Index Fungorum: Cortinarius, Cortinariaceae, Agaricales, Agaricomycetidae, Agaricomycetes, Agaricomycotina, Basidiomycota, Fungi.
Po raz pierwszy opisali go w 1822 r. w 1838 r. Elias Fries na ziemi pod bukami. Synonimy:
- Gomphos arvinaceus (Fr.) Kuntze 1891
- Myxacium arvinaceum (Fr.) Wünsche 1877

W świetle współczesnych badań opartych na analizie DNA jest to gatunek o niejasnej pozycji taksonomicznej. Polską nazwę nadał mu Andrzej Nespiak w 1975 r.

## Występowanie i siedlisko
Podano stanowiska w Ameryce Północnej i Europie. W Polsce jedyne stanowisko podał F. Kaufmann w 1912 r.
Naziemny grzyb mykoryzowy występujący w lasach pod bukami.